# クラクフ郡
クラクフ郡（ポーランド語: Powiat krakowski ）は、南ポーランドのマウォポルスカ県にある地方自治体である。1998年の地方行政区画再編の結果、1999年1月1日に誕生した。郡都はクラクフであるが、郡には含まれない（クラクフは独立した市である）。この郡には5つの町があり、スカビナは、クラクフの北西 12 km、クシェショビツェは、クラクフの西 24 km、スウォムニキは、クラクフの北東 24 km、スカワは、クラクフの北 20 km、シフィオントニキ・グルネは、クラクフの南 15 kmに位置する。
郡は 1,229.62 km2の面積がある。2006年の統計で、郡全体の人口は 244,970 人である。

## 近隣の郡
クラクフ中心部を除いて、北部はミェフフ郡、東部はプロショヴィツェ郡とボフニャ郡、南東部はヴィエリチュカ郡、南部はムィシレニツェ郡、西部はヴァドヴィツェ郡とフシャヌフ郡、北西部はオルクシュ郡と接している。

## 下位自治体
郡は 17 つの下位自治体に分割される。（ 5 つの町、 12 つの村）なお、人口順に並べてある。
| 名称                                   | 種類 | 面積 （km2） | 人口 （2006年） | 中心地                         |
| -------------------------------------- | ---- | ------------ | --------------- | ------------------------------ |
| グミナ・スカビナ                       | 町   | 100.2        | 41,445          | スカビナ                       |
| グミナ・クシェショビツェ               | 町   | 139.4        | 31,418          | クシェショビツェ               |
| グミナ・ザビエジュフ                   | 村   | 99.6         | 22,387          | ザビエジュフ                   |
| グミナ・ジェロンキ                     | 村   | 48.4         | 15,740          | ジェロンキ                     |
| グミナ・リシュキ                       | 村   | 72.0         | 15,636          | リシュキ                       |
| グミナ・スウォムニキ                   | 町   | 111.4        | 13,589          | スウォムニキ                   |
| グミナ・コツミジュフ＝ルボジツァ       | 村   | 82.5         | 13,199          | コツミジュフ＝ルボジツァ       |
| グミナ・チェルニフフ                   | 村   | 83.8         | 12,851          | チェルニフフ                   |
| グミナ・モギラニ                       | 村   | 43.6         | 11,141          | モギラニ                       |
| グミナ・イェジマノビツェ＝プシェギニャ | 村   | 68.4         | 10,432          | イェジマノビツェ＝プシェギニャ |
| グミナ・スカワ                         | 町   | 74.3         | 9,635           | スカワ                         |
| グミナ・ビエルカ・ビエシ               | 村   | 48.1         | 9,316           | ビエルカ・ビエシ               |
| グミナ・シフィオントニキ・グルネ       | 町   | 20.2         | 8,619           | シフィオントニキ・グルネ       |
| グミナ・イバノビツェ                   | 村   | 70.6         | 8,292           | イバノビツェ                   |
| グミナ・ミハウォビツェ                 | 村   | 51.3         | 7,729           | ミハウォビツェ                 |
| グミナ・イゴウォミア＝バブジェンチツェ | 村   | 62.6         | 7,661           | イゴウォミア＝バブジェンチツェ |
| グミナ・スウォショバ                   | 村   | 53.4         | 5,880           | スウォショバ                   |